# Juscelino Kubitschek
Juscelino Kubitschek de Oliveira (Diamantina (Minas Gerais), 12 september 1902 - Resende (Rio de Janeiro), 22 augustus 1976) was een Braziliaans politicus en arts die van 1956 tot 1961 de 21ste president van Brazilië was. Hij staat bekent onder zijn initialen JK en wordt geprezen om zijn ambitieuze visie om Brazilië te moderniseren, samengevat in zijn slogan "Vijftig jaar vooruitgang in vijf."

## Achtergrond, opleiding en vroege carrière
Juscelino Kubitschek was de zoon van João César de Oliveira (1872-1905), een leraar en Júlia Kubitschek (1873-1971), die van Tsjechische afkomst was. Zijn grootvader was een Tsjechische Kalderash Roma en gezien zijn vader stierf toen hij pas drie jaar oud was voelde hij zich sterk verbonden met de Roma. Om redenen van discriminatie kon hij publiekelijk echter nooit voor zijn Roma-afkomst uitkomen. Juscelino Kubitschek studeerde medicijnen aan de universiteit van Belo Horizonte (hoofdstad van de deelstaat Minas Gerais) en was werkzaam als chirurg in ziekenhuizen in Parijs, Wenen, Berlijn en Brazilië. In 1931 trouwde hij met Sarah Luísa Gomes de Sousa Lemos. Een jaar later werd hij arts bij de militaire politie van de deelstaat Minas Gerais. In 1934 werd hij in de Nationale Vergadering (parlement) van Minas Gerais gekozen. De staatsgreep van 1937 die Getúlio Vargas aan de macht bracht maakte tijdelijk een einde aan Kubitscheks politieke carrière en hij was weer enige tijd dokter.
Juscelino Kubitschek hervatte zijn politieke carrière in 1940 toen hij burgemeester van Belo Horizonte werd. Tijdens zijn burgemeesterschap van Belo Horizonte ontmoette Kubitschek Oscar Niemeyer (1907-2012), toen al een wereldberoemd architect. Kubitschek en gouverneur Benedito Valadares van Minas Gerais gaven Niemeyer de opdracht om een nieuwe wijk in het noorden van de stad te ontwerpen. Deze wijk kreeg de naam Pampulha, waar het zogenaamde Pampulha Complex de meeste aandacht trekt.

## Gouverneur van Minas Gerais
Juscelino Kubitschek werd in 1945 lid van de centrumrechtse en populistische Sociaaldemocratische Partij (Partido Social Democrático, PSD). Hij was van 31 januari 1951 tot 31 maart 1955 gouverneur van de deelstaat Minas Gerais.

## Presidentschap
In 1955 stelde Juscelino Kubitschek zich kandidaat voor het presidentschap. Zijn "running mate" (kandidaat voor het vicepresidentschap) was João Goulart, de zwager van Getúlio Vargas van de linkse Arbeiderspartij van Brazilië (Partido Trabalhista Brasileiro, PTB). Kubitschek won de presidentsverkiezingen met de leus "vijftig jaar vooruitgang in vijf jaar." Hij verkreeg 36% (= 9,1 miljoen kiezers) van de stemmen. Kubitschek, een gematigde conservatief, zat van het begin af aan stevig in het zadel. Hij werd niet alleen gesteund door zijn eigen PSD, maar dankzij zijn vicepresident João Goulart, ook door de linkse Arbeiderspartij van Brazilië (PTB) en de Communistische Partij van Brazilië (PCB). De enige serieuze oppositie werd gevormd door de Nationaal-Democratische Unie (UDN).

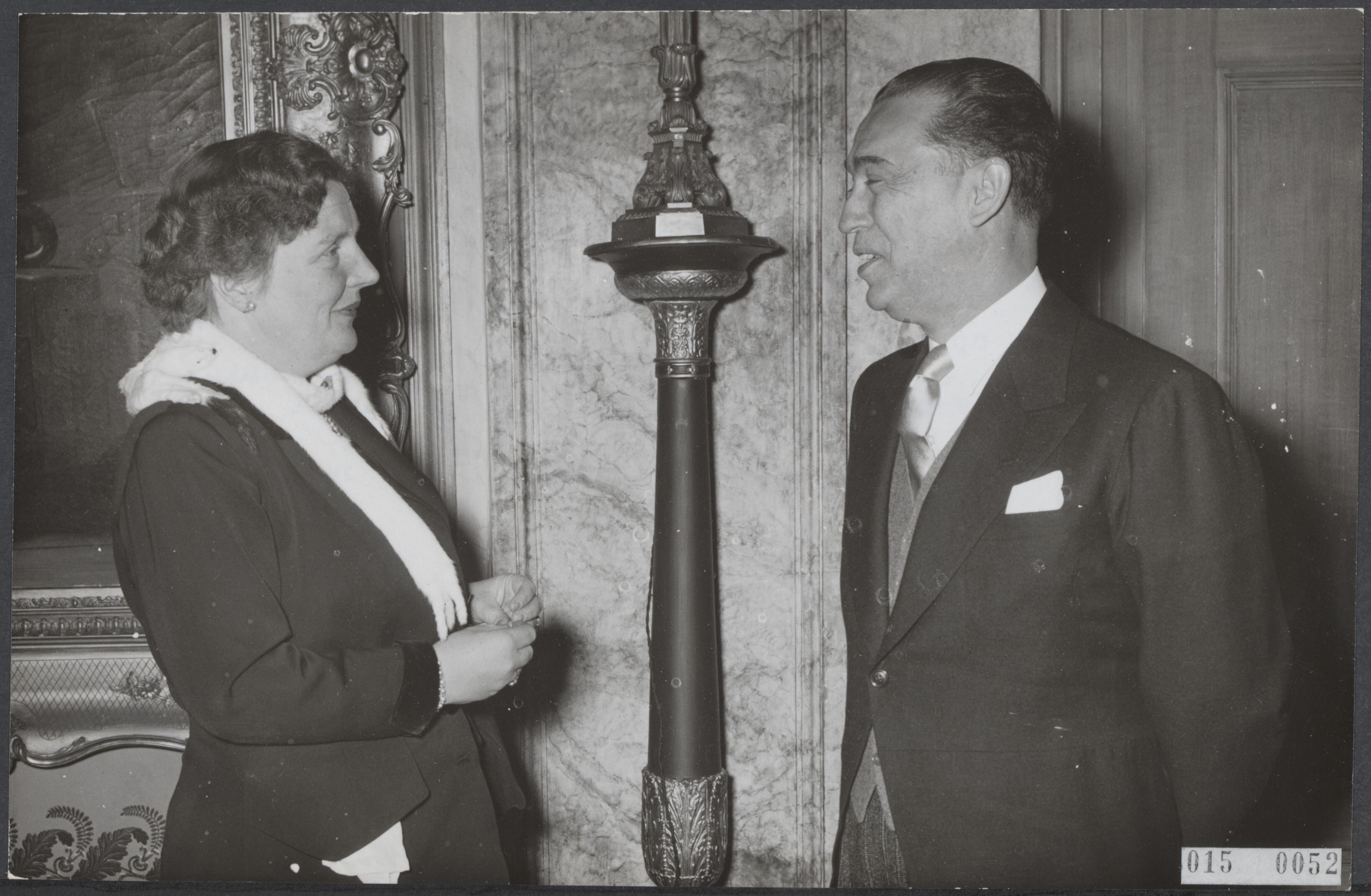
Koningin Juliana ontvangt Braziliaanse president Juscelino Kubitschek op Paleis Soestdijk.

Jucelino Kubitschek werd op 31 januari 1956 ingezworen als president van Brazilië. Zijn inhuldiging als president kwam nog net iets eerder dan verwacht, daar waarnemend president João Café Filho een hartaanval had gekregen. Pogingen van ontevreden militairen om een staatsgreep te plegen werden verhinderd door regeringsgezinde militairen. Toen Kubitschek president werd stond het er slecht voor met de Braziliaanse economie; het land was vrijwel bankroet. Ook was er veel corruptie. Kubitschek wist de Amerikaanse president Dwight Eisenhower zover te krijgen ontwikkelingshulp aan Brazilië te geven. Deze ontwikkelingshulp werd onder president Kennedy voortgezet. Kubitschek stimuleerde de vestiging van buitenlandse bedrijven in Brazilië, daar hij meende dat dit het middel was om de economie weer op de rails te krijgen. Met name buitenlandse auto-ondernemingen vestigden zich in Brazilië. Ook maakte hij een begin met de grootscheepse industrialisatie van Brazilië.
Op 31 januari 1961 eindigde de ambtstermijn van president Juscelino Kubitschek, ten gunste van Jânio Quadros, een criticus van Kubitschek. Quadros, die maar acht maanden president was, had kritiek op de vele uitgaven van zijn voorganger.

### Brasilia

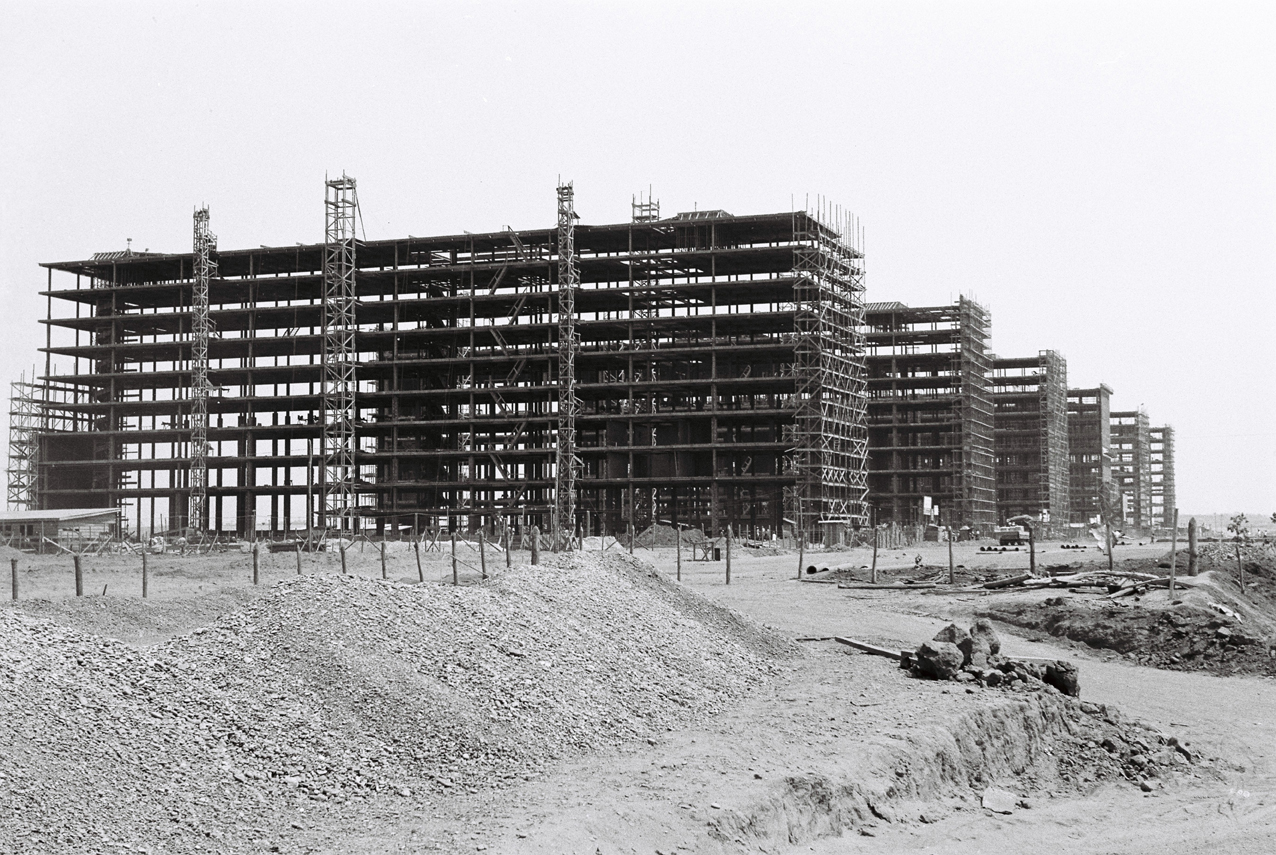
Brasilia in aanbouw in 1959.

Tijdens Kubitscheks presidentschap werd een prijsvraag uitgeschreven voor het ontwerp van de nieuwe hoofdstad Brasilia. Deze prijsvraag werd gewonnen door de stedenplanner Lúcio Costa. Oscar Niemeyer werd hoofdarchitect en ontwierp de meeste openbare gebouwen, terwijl Robert Burle Marx als landschapsarchitect optrad. President Kubitschek, "het brein" achter Brasilia, was een groot voorstander van een nieuwe hoofdstad ter vervanging van het overvolle Rio de Janeiro. De ligging van de stad, in het binnenland, was natuurlijk ook strategisch van belang. Onder Kubitscheks persoonlijke leiding werd met tomeloze inzet, en zonder op de kosten te letten, de stad gebouwd. De nieuwe hoofdstad werd op 21 april 1960 geïnaugureerd. De overheidsinstellingen waren voor die tijd verhuisd naar Brasilia. In Brasilia herinneren enkele plekken aan de voormalige president Kubitschek: Presidente Juscelino Kubitschek International Airport, het Memorial JK en het luxueuze hotel Kubitschek Plaza.
Voordat het regeringscentrum gereed was, had Kubitschek zijn residentie in de Catetinho in Gama.

## Overlijden

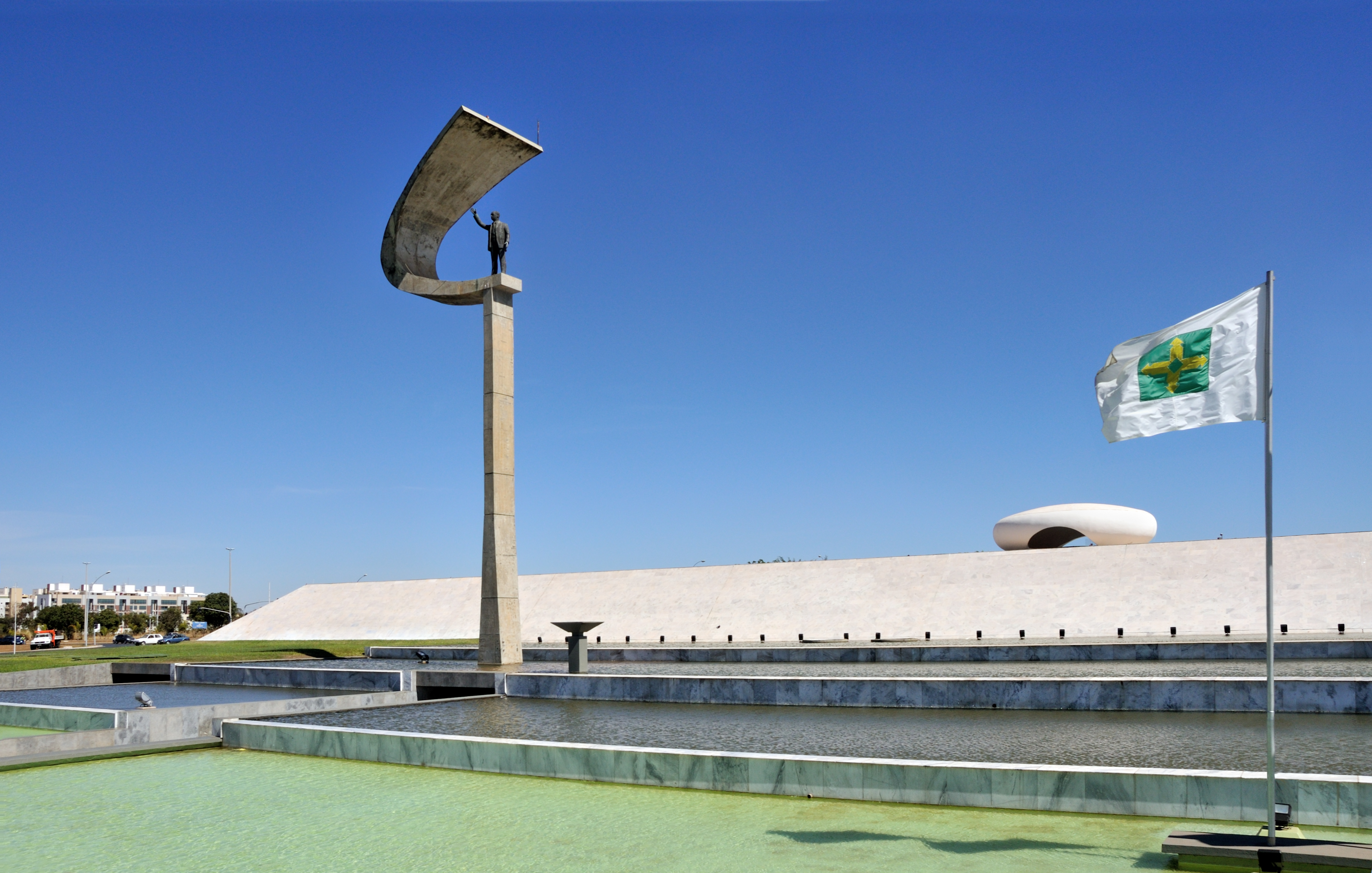
Memorial JK

Juscelino Kubitschek werd na de machtsovername door de militairen in 1964 ontheven van zijn politieke rechten voor de duur van 10 jaar. Kubitschek ging in ballingschap en verbleef in de Verenigde Staten en Europa. In 1967 keerde hij naar Brazilië terug.
Juscelino Kubitschek kwam op 22 augustus 1976 om het leven bij een auto-ongeluk op de Via Dutra ter hoogte van de stad Resende. Er namen 350.000 mensen deel aan de begrafenisplechtigheid in Brasilia. In 1981 werd zijn lichaam te ruste gelegd in het Memorial JK, een soort mausoleum.
Hoewel er snel na zijn dood geruchten waren dat het om een aanslag ging kwam er pas in 2013 een onderzoek, dat de geruchten bevestigde. In 2014 kwam een nieuw onderzoek tot de conclusie dat het geen moord was.

## Familie
Juscelino Kubitschek was getrouwd met Sarah Luísa Gomes de Sousa Lemos (1909-1996). Hun dochter Marcía (1942-2000) was getrouwd met de Cubaans-Amerikaanse balletdanser Fernando Bujones (1955-2005). Marcía werd in 1987 in het Nationaal Congres gekozen. Van 1991 tot 1994 was zij luitenant-gouverneur (dat wil zeggen plaatsvervangend gouverneur) van het Braziliaanse Federaal District.